# Mitologia Abenachi
La mitologia Abenachi è il sistema di credenze religiose del popolo nativo americano degli Abenachi. Essa appartiene alla tradizione Midewiwin, con cerimonie guidate da sciamani chiamati Medeoulin o Mdawinno.

## Creazione
All'interno della mitologia Abenachi la divinità maggiore è Gici Niwaskw, a cui ci si riferisce anche con i titoli di Tabaldak o Dabaldak (con il significato di Signore), e di Niwaskowôgan (ovvero Grande Spirito). Secondo il mito della creazione Abenachi, in principio non esisteva alcun suono o colore, finché Gici Niwaskw non li desiderò, iniziando così il processo di creazione del mondo. Per fare ciò egli richiamò dalle acque primordiali una tartaruga gigante, chiamata Tolba, creando la terra sopra il suo guscio e le nuvole al di sopra di quest'ultima. Dopo questa prima creazione il Grande Spirito si addormentò e iniziò a sognare ogni creatura o pianta che sarebbe mai esistita, svegliandosi per scoprire che i suoi sogni erano diventati realtà durante il suo sonno. Così il mondo appena creato venne popolato dagli esseri viventi.

## Gluskab e le età

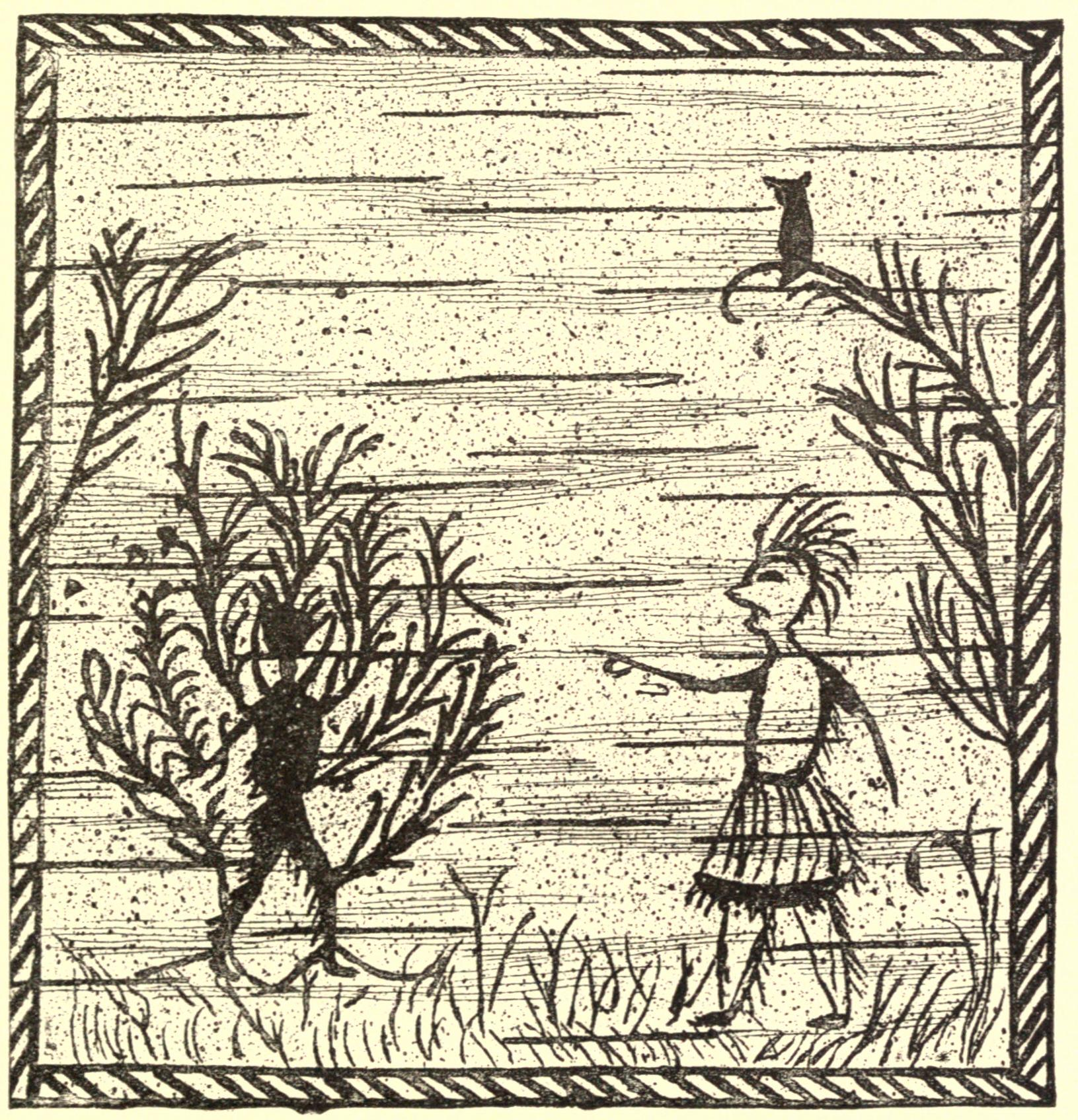
Gluskab trasforma un uomo in un cedro (litografia su corteccia di betulla di Tomah Joseph, 1884)

Il personaggio principale noto per prendersi cura delle creazioni di Gici Niwaskw ed essere responsabile del susseguirsi delle tre età è Gluskab (conosciuto anche con i nomi di Glooscap, Glooskap, Gluskabe e Klooskomba a seconda della tribù). Sebbene non sia considerato una divinità vera e propria, Gluskab è un essere dotato di poteri soprannaturali che usa per rendere la vita più facile all'umanità, pur mantenendo una particolare predilezione per gli inganni e gli scherzi.
Una delle tante imprese di Gluskab fu l'inganno della grande aquila Pamola, in grado di fare alzare il vento con il battito delle sue ali, per legarla e liberarla solo una volta che l'aquila ebbe promesso di causare tempeste solo occasionalmente. Gluskab è inoltre, secondo la tradizione, il responsabile delle dimensioni dei castori, poiché durante l'Età Antica questi animali erano più grandi degli umani. Accarezzando loro la testa utilizzò la sua magia per farli diventare sempre più piccoli, fino alla taglia a cui siamo abituati. La storia più comune riguardante Gluskab è tuttavia quella che lo vede trasformare lo sciroppo all'interno degli aceri in linfa. Inizialmente, lo sciroppo si trovava naturalmente all'interno degli aceri, perciò gli umani sedevano sotto gli alberi per tutto il giorno e lasciavano che il dolce liquido gocciolasse direttamente nelle loro bocche, lasciando incustoditi i campi e trascurando le proprie case. Gluskab versò dell'acqua negli aceri per diluire la sostanza zuccherina, in modo che gli uomini non potessero più ottenere lo sciroppo d'acero senza prima raccogliere la linfa e farla bollire. Così Gluskab impedì che gli uomini diventassero nuovamente pigri nelle loro vite.
In alcune versioni del mito, Gluskab ha un gemello, Malsum o Malsumis, un essere più malevolo che cerca, al contrario del fratello, di complicare la vita agli esseri umani. Tuttavia, vi sono dubbi sull'origine di tale versione, se provenga effettivamente dalla mitologia Abenachi o se sia invece un racconto irochese attribuito erroneamente, poiché ne esiste soltanto una fonte nota.

## Le Tre Età
A partire dalla creazione, gli Abenachi credono che il mondo abbia attraversato tre distinte età, scandite dall'evolversi del rapporto tra l'umanità e gli altri animali. La prima età fu l'Età Antica, in cui gli esseri umani e gli animali erano considerati uguali, seguita dall'Età dell'Oro, durante la quale gli esseri umani iniziarono a separarsi dagli altri animali. Infine, l'Età Presente, caratterizzata dallo stato attuale degli esseri umani, completamente separati dal resto degli animali. 